# Lo squalo: Il più grande cacciatore
Lo squalo: Il più grande cacciatore (Jaws: Ultimate Predator) è un videogioco sviluppato dalla Majesco Games e n-Space e pubblicato dalla 505 Games per piattaforme Wii e Nintendo 3DS. Il videogioco è stato pubblicato nel 2011 in America Settentrionale e nel 2012 in Europa, e si svolge trentacinque anni dopo il film Lo squalo di Steven Spielberg, ignorando completamente quanto accaduto nei sequel.